# Ella Pardy
Ella Azura Pardy (nascida em 22 de dezembro de 1990) é uma atleta paralímpica australiana que compete nos 100 e 200 metros da categoria T38 e no salto em distância. Representou a Austrália competindo no salto em distância dos Jogos da Commonwealth de 2014, na Escócia.

## Sobre
Pardy nasceu com deficiência intelectual, em Roehampton, na Grã-Bretanha, em 22 de dezembro de 1990. Atualmente, treina no Instituto de Esporte da Austrália Ocidental.

## Campeonato Mundial de Atletismo [Paralímpico]
No Campeonato Mundial de Atletismo Paralímpico de 2015, em Doha, na Índia, Pardy compete nos 100 e 200 metros feminino, categoria T38, e termina na quinta posição em ambas as provas.

## Jogos Paralímpicos
Defendeu as cores da Austrália competindo no atletismo dos Jogos Paralímpicos do Rio de Janeiro, em 2016, onde obteve a medalha de prata no revezamento 4 x 400 metros feminino, categoria T35/38. Marca a sua primeira participação nos Jogos Paralímpicos.